# Windsbacher Knabenchor
Der Windsbacher Knabenchor ist ein in Windsbach in Mittelfranken ansässiger Internatsknabenchor und gehört zur internationalen Spitze der Knabenchöre. Mit seiner über 75-jährigen Geschichte steht das Ensemble in der Tradition der großen deutschen Knabenchöre, deren Aufgaben nicht allein in ihrer Konzerttätigkeit liegen, sondern gleichermaßen in der Erfüllung liturgischer Aufgaben. Der Chor ist eine Einrichtung der Evangelisch-Lutherischen Kirche in Bayern. Ab dem Jahr 2025 soll zusätzlich zum Knabenchor auch ein Mädchenchor entstehen. 

## Beschreibung

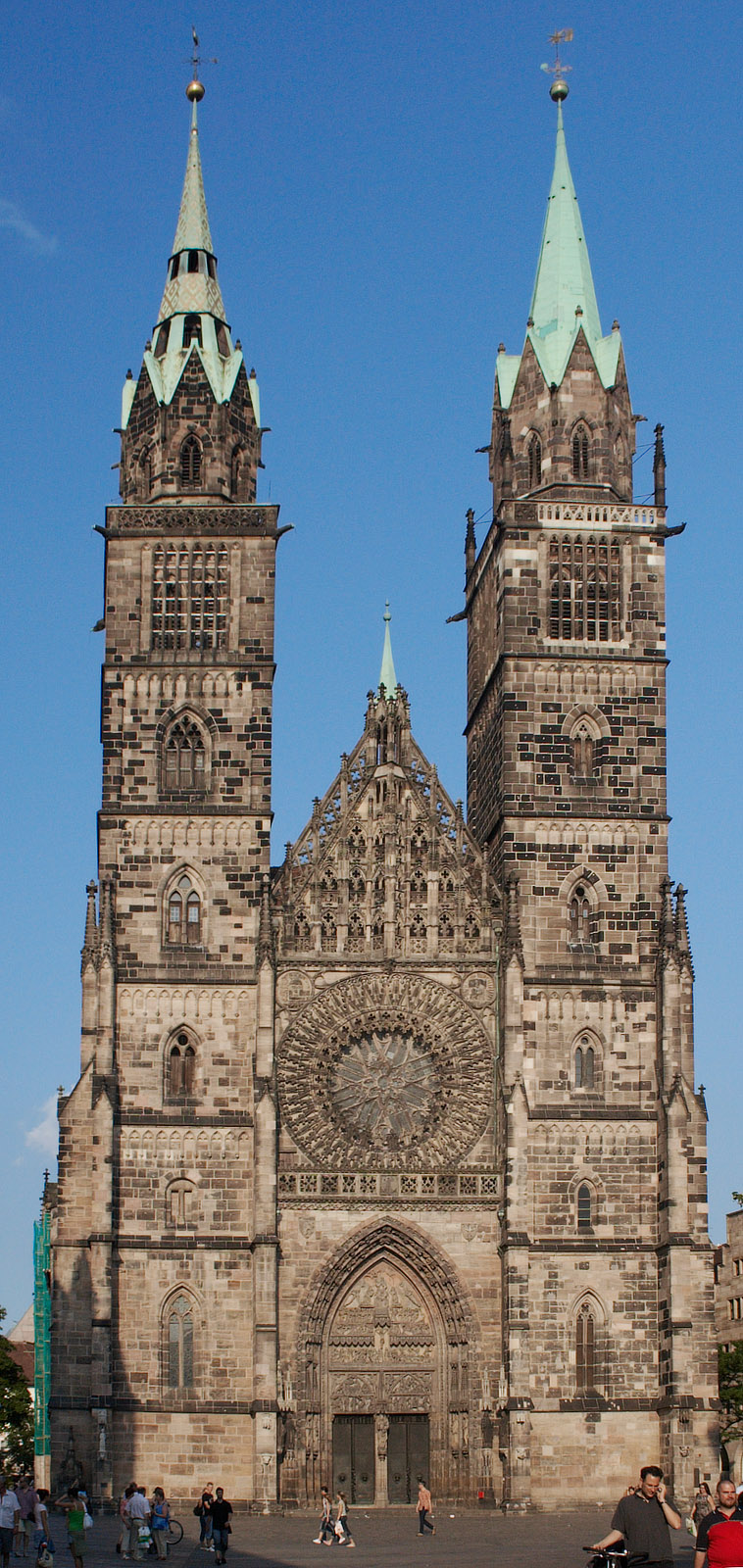
St. Lorenz in Nürnberg – hier feiern die Windsbacher regelmäßig ihre Motetten

Der Windsbacher Knabenchor gilt als eines der führenden Ensembles seiner Art. Musikalisch liegt der Schwerpunkt auf geistlicher Musik, wobei das Repertoire von der Renaissance bis zur Moderne reicht. Bei bis zu 50 Konzerten in Deutschland und dem Ausland erreicht der Chor jedes Jahr zehntausende von Konzertbesuchern.
Neben den Konzerten erfüllt der Chor als Einrichtung der Evangelisch-Lutherischen Landeskirche in Bayern liturgische Aufgaben in Franken. Dazu zählen bei den Windsbachern die Gottesdienste in Windsbach, Chorandachten in der Region und die Motetten in der Sankt-Lorenz-Kirche in Nürnberg, mit denen der Chor fest im Kulturleben der Stadt verwurzelt ist. 1955 wurden die Lorenzer Motetten ins Leben gerufen, die der Windsbacher Knabenchor seitdem musikalisch gestaltet. In jährlich sechs bis acht Motetten erklingen Werke für Chor a cappella aus sämtlichen Epochen. Weitere Bestandteile dieser besonderen Gottesdienste sind Orgelmusik, Lesung, Gebet, Gemeindelied und Segen. Diese gut besuchten Andachten haben das kirchliche Leben in St. Lorenz und den Chor über die Jahre wechselseitig geprägt. Mitten im Trubel der Nürnberger Altstadt können Besucher im gotischen Kirchenraum erleben, wie Raum, Wort und Musik zu einer spirituellen Einheit verschmelzen.
Zum Internatsknabenchor gehören in der Regel bis zu 130 Sänger. Einsteiger aus den 4. und 5. Klassen durchlaufen in der Chorvorbereitung zunächst eine ca. einjährige Grundausbildung, in der sie die grundlegenden Techniken des Chorsingens und Musiktheorie lernen. Ist ihre Stimme reif genug, wechseln sie in den Probenchor, wo sie das aktuelle Repertoire einstudieren. Aus dem Probenchor wählt der Chorleiter die Besetzung für den Reise- und Konzertchor. Dieser umfasst je nach Programm 50 bis 80 Sänger. Die Jungen im Alter von 9 bis 19 Jahren singen die Stimmlagen Sopran, Alt, Tenor und Bass.
Bei regelmäßigen Vorsingterminen können sich junge Talente aber auch als Quereinsteiger aus höheren Klassen beim Chorleiter vorstellen und um die Aufnahme in den Windsbacher Knabenchor bewerben. Seit 2020 wird auch Online-Vorsingen per Videokonferenz angeboten.
Im Rahmen seiner Nachwuchssuche betreibt der Windsbacher Knabenchor in Bayern mehrere Chorschulen für Grundschüler. Bei den sogenannten „Klangfängern“ in Würzburg, Nürnberg, Pappenheim, Bad Windsheim und Windsbach können Jungen unter professioneller Anleitung grundlegende Fähigkeiten den Chorsingens erlernen und bei kleinen Auftritten darbieten.

## Geschichte

### Hans Thamm
Hans Thamm, ehemaliger Sänger des Dresdner Kreuzchors, wurde 1946 als Chorpräfekt in das Evangelische Pfarrwaisenhaus Windsbach berufen. Neben dieser Tätigkeit unterrichtete Hans Thamm auch das Fach Musik am Humanistischen Gymnasium in Windsbach. Binnen kurzer Zeit formte er unter schwierigen materiellen Umständen aus einem Schul- und Internatschor einen hervorragenden Knabenchor. Noten und Partituren mussten damals noch von Hand kopiert werden. Lebensmittel für das Internat ersangen die Jungen in den umliegenden Dörfern. Zu den Konzerten gingen die Sänger noch zu Fuß.
Seine erste große Bewährungsprobe bestand der Chor, jetzt bereits als Windsbacher Knabenchor, auf der Ansbacher Bachwoche 1948. Chorleiter Thamm wurde sowohl von Rudolf Mauersberger als auch von Karl Richter dazu ermutigt, durchzuhalten und an seinem Projekt weiterzuarbeiten. Sehr bald begannen regelmäßige Tonband-Aufnahmen durch den Bayerischen Rundfunk. Von den dafür geleisteten Honoraren bekamen die Chorschüler ein Stipendium, das es vielen Eltern erst ermöglichte, die Internatskosten zu bezahlen.
Ab Mitte der 1950er Jahre war die Existenz des Chores durch den Stimmbruch eines Großteils der jugendlichen Chorsänger gefährdet. Als Lösung war der Umzug des Chores an die Sankt-Lorenz-Kirche nach Nürnberg vorgesehen, um in der Großstadt mehr Chorsänger zu bekommen. Da diese Idee bei der Landeskirche nicht auf Gegenliebe stieß, wurde 1957 mit Hilfe öffentlicher Mittel das erste Chorhaus in Windsbach gebaut. Durch die dazu gewonnene Kapazität konnten nach dem Vorbild der Regensburger Domspatzen nun auch Grundschüler in Chor-Vorbereitungsklassen aufgenommen werden. Erste Schallplatteneinspielungen entstanden im Jahr 1958 unter dem Label Capella, später umbenannt in Cantate (Decca).
Im Jahr 2010, drei Jahre nach dem Tod des Chorgründers Hans Thamm, veröffentlichte eine Gruppe ehemaliger Internatsschüler Vorwürfe gegen diesen wegen angeblicher Kindesmisshandlungen in den 1950er und 1960er Jahren. Die Internatsleitung sorgte umgehend für eine externe Aufklärung, deren Ergebnisse sie nach Abschluss der Untersuchung publizierte, und entschuldigte sich öffentlich bei den Betroffenen.

### Karl-Friedrich Beringer
Thamms Nachfolger Karl-Friedrich Beringer übernahm 1978 die Leitung des Chores. Unter seiner Ägide entwickelte sich der Windsbacher Knabenchor sehr rasch zu einem international renommierten Vokalensemble. Beringer erweiterte das Repertoire der Windsbacher und arbeitete für seine Aufführungen mit deutschen Spitzen-Orchestern zusammen. Karl-Friedrich Beringer wurde 1992 die Leitung des Dresdner Kreuzchors und kurz darauf des Thomanerchors Leipzig in Leipzig (wie schon 1957 Hans Thamm) angetragen.
Im Jahr 2004 wurden in der Presse Vorwürfe der Misshandlung Schutzbefohlener gegen Chorleiter Karl Friedrich Beringer laut. Untersuchungen der zuständigen Staatsanwaltschaft Ansbach konnten den Verdacht gegen Beringer nicht erhärten. Sie stellte im Gegenteil fest, eine Misshandlung Schutzbefohlener könne ausgeschlossen werden.
Im Dezember 2011 wurde Karl Friedrich Beringer nach 34 Jahren beim Windsbacher Knabenchor verabschiedet.

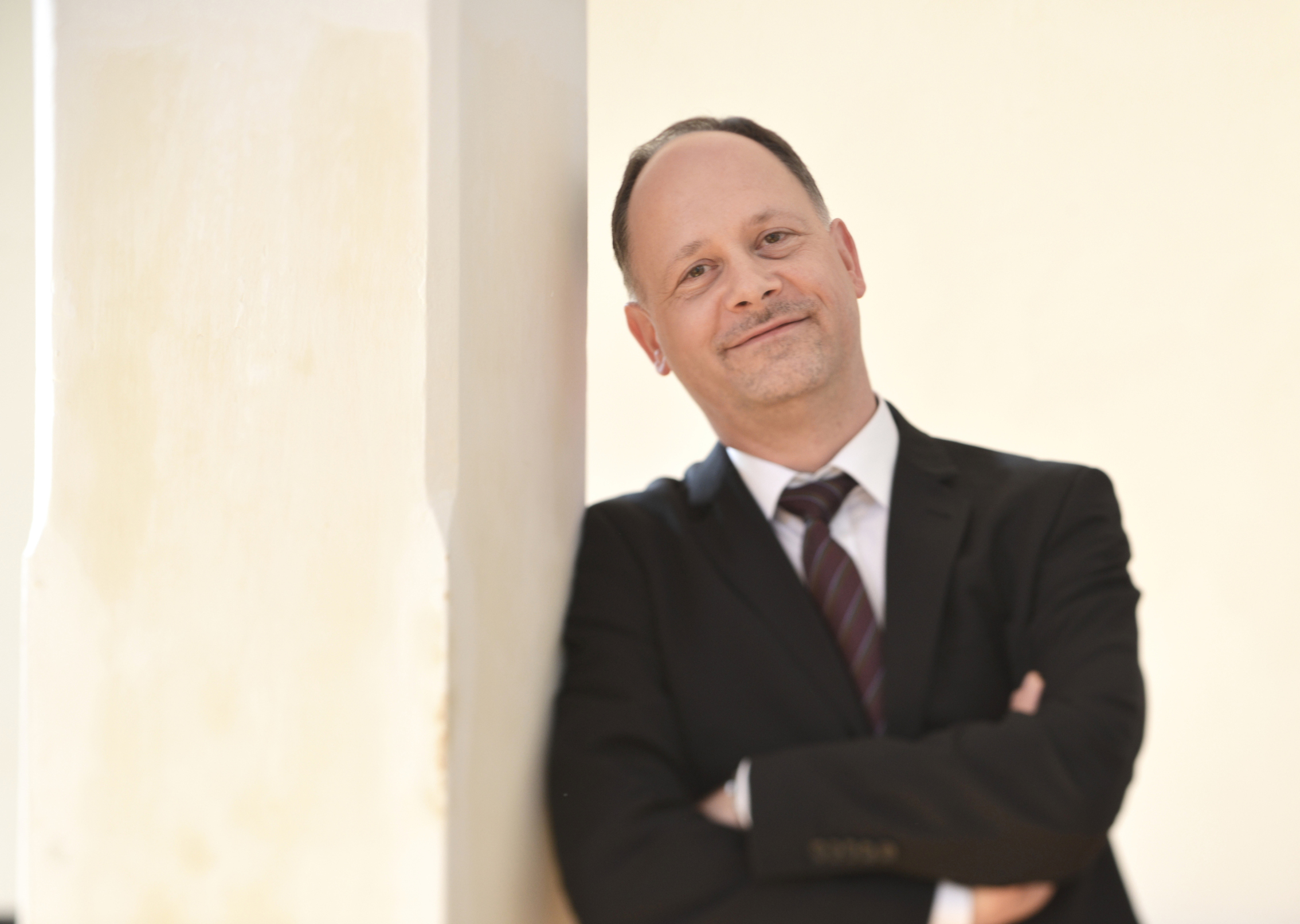
Chorleiter Martin Lehmann

### Martin Lehmann
Im Jahr 2012 wurde der ehemalige Kruzianer Martin Lehmann, bis dahin Leiter der Wuppertaler Kurrende, Musikalischer Leiter des Windsbacher Knabenchores. 2017 wurde er zum Kirchenmusikdirektor ernannt. Mit der Auszeichnung würdigt die Evangelisch-Lutherische Kirche in Bayern Lehmanns Verdienste um die Kirchenmusik durch seine Arbeit mit dem Windsbacher Knabenchor. Zahlreiche CD-, Fernseh- und Radiomitschnitte dokumentieren seine Arbeit mit dem Chor.
Im Juli 2021 gab er bekannt, dass er den Chor zum Schuljahr 2022/23 verlassen wird und stattdessen als Kreuzkantor in Dresden tätig sein will. Sein Nachfolger wurde Ludwig Böhme.

### Ludwig Böhme
Zum 1. September 2022 hat der Leipziger Chordirigent und Sänger Ludwig Böhme als Künstlerischer Leiter den Windsbacher Knabenchor übernommen. Eine neunköpfige Findungskommission wählte ihn nach einem anspruchsvollen Bewerbungsverfahren zum Nachfolger von Martin Lehmann. Damit konnte sich Böhme gegen 25 Mitbewerber durchsetzen. Ludwig Böhme ist Mitgründer des international renommierten Leipziger Calmus Ensembles sowie künstlerischer Leiter des Leipziger Synagogalchors und des Kammerchors Josquin des Préz, die er im Zuge seines Wechsels nach Windsbach verlässt. Böhmes Wahl zum Chorleiter in Windsbach werde mit überwältigender Mehrheit aus Belegschaft und Chorsängern mitgetragen.
Im November 2024 hat der Knabenchor im Rahmen einer großen Pressekonferenz im bayerischen Heimatministerium im Beisein von Innenminister Joachim Herrmann und Kunstminister Markus Blume bekannt gegeben, dass im Jahr 2025 ein Chor für Mädchen im Sängerinternat der Windsbacher gegründet werden soll. In dem Zusammenhang haben sowohl der Freistaat Bayern als auch die Evangelische Landeskirche in Bayern ihre jährlichen Zuschüsse für den Chor erhöht.

## Ausbildung in Schule und Sängerinternat

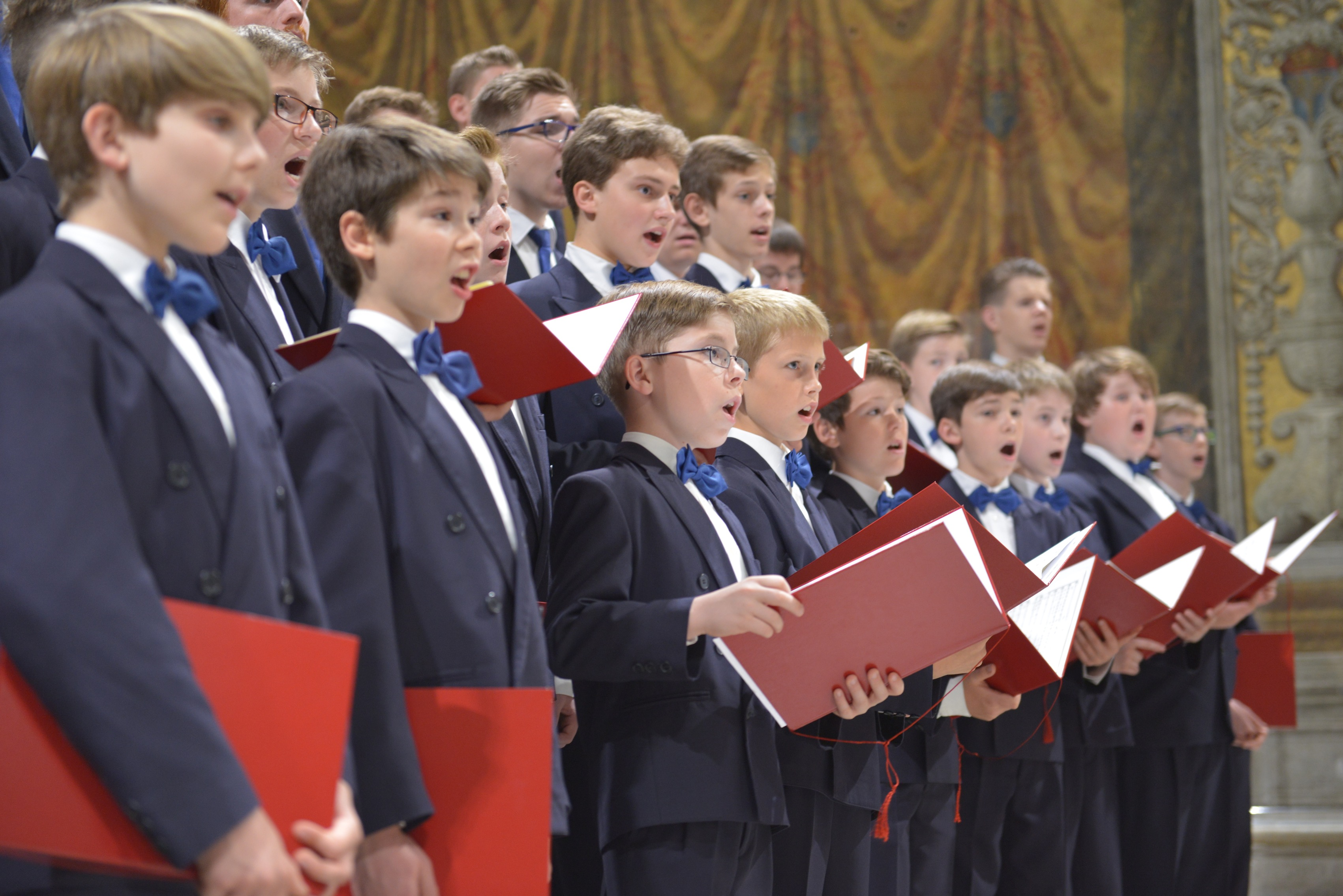
Der Windsbacher Knabenchor in der Sixtinischen Kapelle

Die meisten Sänger sind im Internat untergebracht und werden im Johann-Sebastian-Bach-Gymnasium unterrichtet. Für die Mitglieder des Windsbacher Knabenchors wurde dort eigens der Zweig Musikgymnasium mit einer Reihe von Sonderregelungen eingerichtet. Musik ist hier ein Hauptfach wie Englisch oder Mathematik. Die für die Sänger verbindliche Sprachenfolge Englisch – Latein gewährleistet, dass sie in eigenen, kleinen Klassen unterrichtet werden können. Da die Chorschüler wegen vielfältiger Proben- und Konzertverpflichtungen immer wieder in der Schule fehlen, erhalten sie in den Kernfächern zusätzlichen Unterricht.
Um die Erledigung von Hausaufgaben sowie Vertiefung von Lehrstoff sicherzustellen, ist für die Schüler der Unter- und Mittelstufe die tägliche Studierzeit im Internat obligatorisch. Außerdem wird je nach Leistungsstand in diesem Rahmen fachbezogen eine vertiefende Lernstoffvermittlung angeboten.
Neben dem Gymnasium besteht für die Internatsschüler die Möglichkeit, die lokale Grund- bzw. Mittelschule in Windsbach sowie die Realschulen in den Nachbarorten Neuendettelsau oder Heilsbronn zu besuchen.

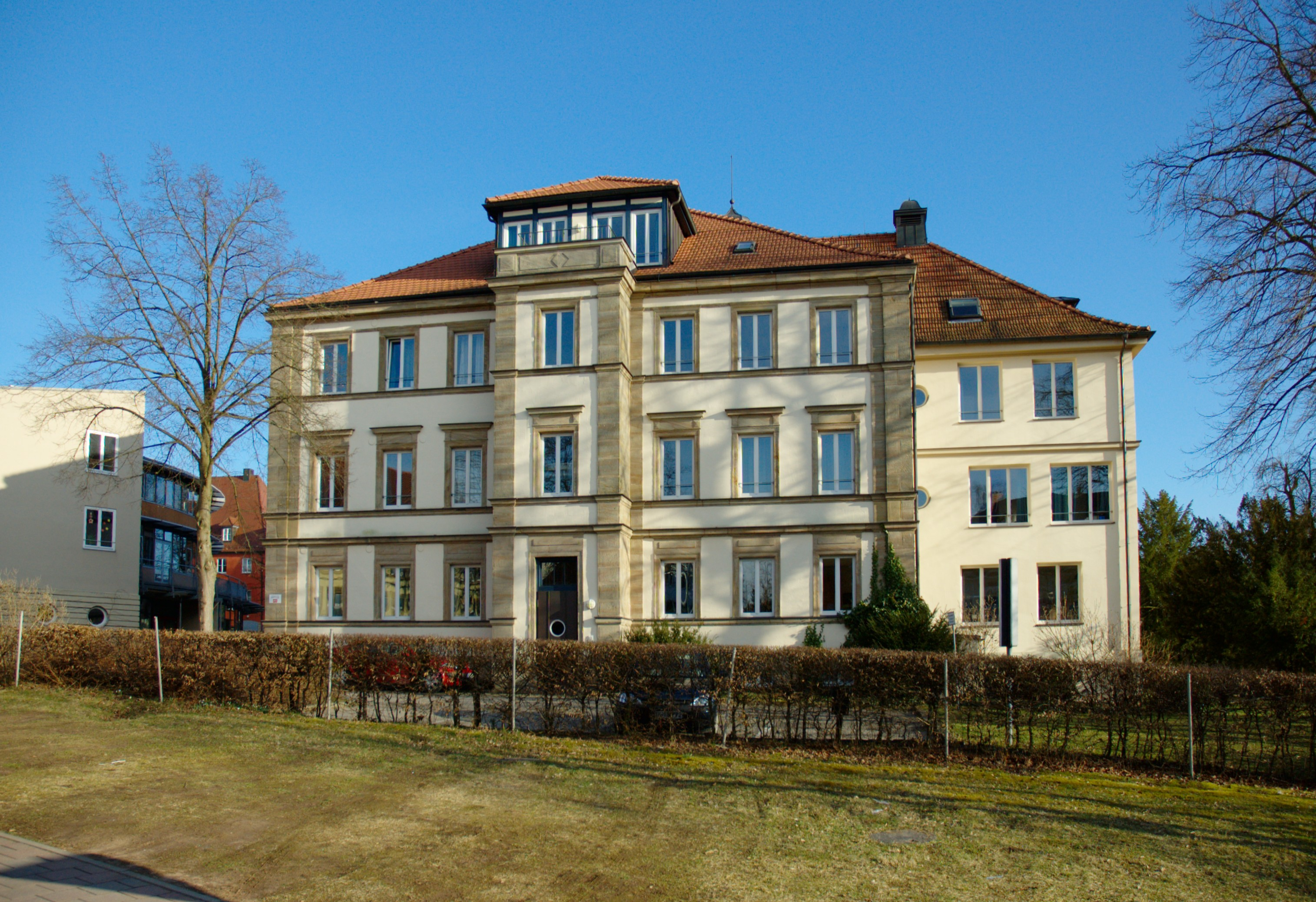
Das ehemalige „Pfarrwaisenhaus“, Teil des heutigen Internats mit Studienheim (Haupthaus)

Obwohl konfessionell geprägt, steht das Sängerinternat offen für Jungs jeder Herkunft, Konfession oder Religion. Der Internatsalltag spielt sich in den verschiedenen Häusern und auf dem weitläufigen Gelände in Windsbach ab. Die Sänger wohnen bis zur 9. Klasse in Zweierzimmern. Ab der 10. Klasse beziehen sie Einzelzimmer im sogenannten Haupthaus. Zehn bis zu zwanzig Jungen gleichen Alters bilden jeweils eine Wohngruppe, die von einem Erzieher betreut wird. Für Unterbringung im Internat fallen Kosten an, die zum Teil von der Landeskirche übernommen werden. Finanziell schlechter gestellte Familien können zusätzlich Stipendien oder staatliches BAföG beantragen, das bei Besuch des Gymnasiums nicht zurückgezahlt werden muss.
Zur umfangreichen musikalischen Ausbildung im Internatsknabenchor gehören unter anderem Stimmbildung, Musiktheorie, Instrumentalunterricht und die täglichen Chorproben.

## Förderung und Unterstützung
Der Knabenchor ist eine selbstständige Anstalt des öffentlichen Rechts und wird finanziell von kirchlicher, staatlicher und privater Seite unterstützt. Die Evangelisch-Lutherische Kirche in Bayern deckt mit ihren Zuschüssen etwa 40 Prozent des jährlichen Haushalts der Einrichtung. Die Unterstützung durch private Gönner setzt sich im Wesentlichen aus den Zuwendungen der Fördergesellschaft Windsbacher Knabenchor, den Spenden der Mitglieder des Patronats, eines Zusammenschlusses von Geldgebern aus der Region Nürnberg unter der Schirmherrschaft von Joachim Herrmann, den Mitteln der Stiftung Windsbacher Knabenchor sowie aus sonstigen Einzelspenden zusammen.

## Konzerte und Reisen

Konzert in St. Lorenz

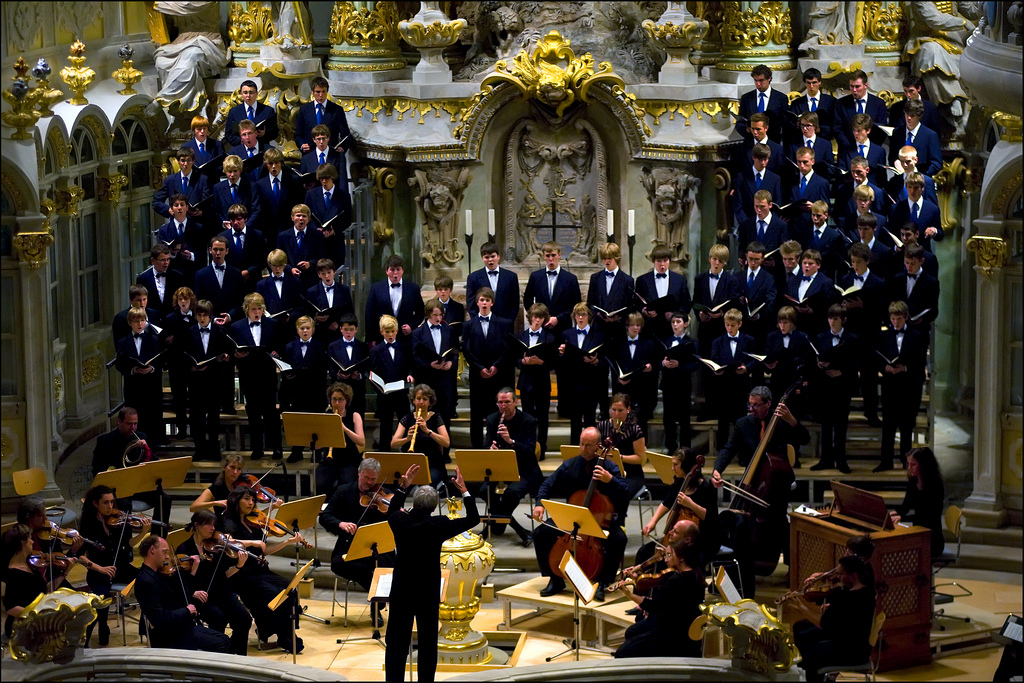
Konzert in der Frauenkirche in Dresden

Mit seinen rund 130 Sängern (Konzert- und Reisechor: 50 - 80 Sänger) hat der Chor circa 20 liturgische Auftritte im Jahr und gibt bis zu 50 Konzerte. Dazu zählen auch jährlich etwa ein bis zwei größere Tourneen, die bisher in das europäische Ausland (Norwegen, Finnland, Malta, Frankreich, Großbritannien, Niederlande, Belgien, Polen, Spanien, Griechenland, die Schweiz, Luxemburg, Italien), die damalige UdSSR, den Nahen Osten (Israel), den Fernen Osten (China, Japan, Taiwan, Singapur), nach Australien, in die USA, sowie nach Südamerika (Brasilien, Paraguay, Argentinien, Uruguay) führten. Der Chor begleitete die Bundespräsidenten Richard von Weizsäcker und Roman Herzog bei Staatsbesuchen und konzertierte auch für die Bundespräsidenten Johannes Rau, Horst Köhler, Christian Wulff und Joachim Gauck. Seit 2009 waren die Windsbacher bei fünf Tourneen mit deutschen Volksliedern in den größten Städten der Volksrepublik China zu hören.
Der Windsbacher Knabenchor nimmt regelmäßig an bedeutenden Festivals wie dem Rheingau Musikfestival und den Festspielen Mecklenburg-Vorpommern teil und gastiert in Deutschland unter anderem in der Alten Oper Frankfurt, dem Konzerthaus Berlin, der Elbphilharmonie, der Thomaskirche Leipzig, der Dresdner Frauenkirche, dem Herkulessaal München oder im Festspielhaus Baden-Baden. Hinzu kommen internationale Spielorte wie das Concertgebouw Amsterdam, das Palau de la Música Catalana in Barcelona, das Oriental Art Center Shanghai und die Sixtinische Kapelle sowie der Petersdom in Rom.
Eine musikalische Zusammenarbeit verbindet den Chor mit Orchestern wie dem Deutschen Sinfonieorchester Berlin, dem Freiburger Barockorchester, der Akademie für Alte Musik Berlin, dem Baseler Kammerorchester, der Lautten Compagney und der Capella de la Torre. Namhafte Solisten wie Dorothee Mields, Hana Blažíková, Joanne Lunn, Nuria Rial, Anna Lucia Richter, Wiebke Lehmkuhl, Marie Henriette Reinhold, Alex Potter, Terry Wey, Tilman Lichdi, James Gilchrist, Julian Prégardien, Patrick Grahl, Markus Schäfer, Tobias Berndt, Andreas Wolf, Thomas E. Bauer und Krešimir Stražanac arbeiten regelmäßig mit ihm zusammen.

## Repertoire
Der musikalische Schwerpunkt des Windsbacher Knabenchors liegt auf der geistlichen Musik, wobei das Repertoire von der Renaissance bis zur Moderne reicht. Neben A-cappella-Werken aller Epochen umfasst es vor allem die großen Werke von u. a. Johann Sebastian Bach, Georg Friedrich Händel, Wolfgang Amadeus Mozart, Felix Mendelssohn Bartholdy, Johannes Brahms, Anton Bruckner, Max Reger und Igor Strawinsky.

## Auszeichnungen
- 1981: 1. Preis beim internationalen Chorwettbewerb Let the Peoples Sing
- 1982: Bayerischer Poetentaler
- 1982: Preis der deutschen Schallplattenkritik
- 1997: Friedrich-Baur-Preis
- 2005: Distinciones 2004 de la Asociación de Críticos Musicales de La Argentina (Argentinischer Musikkritiker-Preis)
- 2007: Rheingau Musikpreis
- 2017: Wolfram-von-Eschenbach-Preis
- 2025: Brahmspreis[15]

## Aufnahmen (Auswahl)

### Aufnahmen unter der Leitung von Hans Thamm
- J. S. Bach, Kantaten BWV 110, 17, Cantate 1961/1996
- J. S. Bach, Kantaten BWV 131, 137, 190, Electrola/Rondeau
- J. S. Bach, Motetten BWV 226, BWV 227, Ariola/Eurodisc 1960
- Dietrich Buxtehude, Missa Brevis und Kantaten, SDG 1962
- Der Windsbacher Knabenchor im Münchner Dom, AKG
- Der Windsbacher Knabenchor in der Nürnberger Lorenzkirche, AKG
- Doppelchörige Motetten Alter Meister, Columbia
- Schütz, Historia der Geburt Christi, Columbia 1964
- Singet dem Herrn ein neues Lied, AKG 2006

### Aufnahmen unter der Leitung von Karl-Friedrich Beringer
- All Lust und Freud, Rondeau 1983/2000
- An hellen Tagen, Bellaphon 1984
- C. Ph. E Bach, Matthäus-Passion, Rondeau
- Chormusik im 20. Jahrhundert, Rondeau 2001
- J. S. Bach, Motetten BWV 225-230, Rondeau/Bellaphon 1981
- J. S. Bach, Johannes-Passion, Bayer-Records 1998
- J. S. Bach, Magnificat D-Dur + Kantaten BWV 243, 225, 229, 227, Rondeau 1992
- J. S. Bach, Messe h-Moll, Hänssler Classic 1994
- J. S. Bach, Kantaten BWV 34, 93, 1000 Rondeau 2000
- J. S. Bach, Kantaten BWV 30, 19, Bayer-Records 1990
- J. S. Bach, Weihnachtsoratorium, Warner Classics 1994
- Brahms, Requiem, Sony Classical 2002
- Chormusik von Frühbarock bis Spätromantik, Rondeau
- Deutsche Volkslieder, Sony Classical 2010
- Eine kleine Melodie, Rondeau 2002
- Kein schöner Land, Volkslieder, Rondeau 1982
- Mendelssohn, Elias, Sony Classical 2008
- Mendelssohn, Lobgesang, Hänssler Classic 1996
- Motetten, Kaminski, Kodály, Pepping, Duffe, Bruckner, Rondeau 1979
- Mozart Requiem, Sony Classical 2009
- Nun sei willkommen, Herre Christ, Sony Classical 2001
- Psallite, singt und klingt, Rondeau 2003
- Schubert, Messe As-Dur, Sony Classical 2010
- Schütz/Gabrieli, Rondeau 1983
- Schumann/Brahms, Zigeunerleben, Zigeunerlieder, Bayer-Records 1989
- Strawinsky, Psalmensinfonie, Rondeau 2001
- Von Bach bis Ellington, 1999, Rondeau

### Aufnahmen unter der Leitung von Martin Lehmann
- Weihnachtsoratorium, Kantaten IV bis VI, Sony Classical, 2015
- Johann Staden Motetten, Sony Classical, 2015
- Weihnachtsoratorium Kantaten I bis VI, Sony Classical, 2016
- Water & Spirit, Sony Classical, 2019
- "And there was light", Männerchor, 2022

### Aufnahmen unter der Leitung von Ludwig Böhme
- Windsbacher Knabenchor & Lautten Compagney - In dulci jubilo, Sony Classical, 2024

## Ensembles ehemaliger Windsbacher
- Carus Quintett (A-cappella-Quintett)
- Dufay Ensemble
- Harmonia Vocalis (A-cappella-Quintett)
- Vocanta (A-cappella-Chor)
- Viva Voce (A-cappella-Ensemble)
- Sonat Vox (A-cappella-Ensemble)

## Bekannte ehemalige Windsbacher Chorsänger
- Yosemeh Adjei, Sänger (Countertenor) und Trompeter
- Rainer Bertram, Schlagersänger und Schauspieler
- Klaus Bucka, Chorleiter und Komponist
- Thomas Fleischmann, Sportjournalist und Fernsehmoderator
- Uli Fuchs, Fotograf
- Reiner Geißdörfer, Religionspädagoge, Schuldirektor und Konzertsänger (Tenor)
- Wolfgang Gsellmeier, Bluesmusiker
- Charly Hopp, Musiker, Hornist
- Harris Johns, Musikproduzent und Musiker
- Tobias Lehner, Maler und Grafiker
- Matthias Lutze, Konzert- und Opernsänger (Bassbariton)
- Clemens Nicol, Radiosprecher, Sprecherzieher
- Philipp Meierhöfer, Konzert- und Opernsänger (Bass)
- Mathis Mootz (Panacea), Musiker, DJ
- Sebastian Myrus, Verleger, Konzert- und Opernsänger (Bariton)
- Christian Rathgeber, Konzert- und Opernsänger (Tenor)
- Felix Rathgeber, Konzert- und Opernsänger (Bass)
- Tobias Rathgeber, Opernsänger (Tenor)
- Michael Riedel, Organist
- Peter Schöne, Konzert- und Opernsänger (Bariton)
- Michael Schanze, Schlagersänger, Buchautor, Schauspieler, Fernsehmoderator
- Marco Schmädicke, Musiker
- Martin Schmidt, Politiker
- Wolfgang Schmock, Musiker, Konzertorganisator
- Uwe Ungerer, Musiker, Komponist
- Willi Weglehner, Schriftsteller
- Oliver Weidinger, Opern-, Lied- und Konzertsänger (Bariton)
- Tobey Wilson, Sänger (Tenor) und Entertainer
- Christian Zenker, Konzert- und Opernsänger (Tenor)